# Thomas Enqvist
Karl Johan Thomas Enqvist (ur. 13 marca 1974 w Sztokholmie) – tenisista szwedzki, finalista wielkoszlemowego Australian Open z 1999 roku w grze pojedynczej, zdobywca Pucharu Davisa.

## Kariera tenisowa
W 1991 roku sklasyfikowano go na czele rankingu juniorów. W 1990 roku był w finale juniorskiego Rolanda Garrosa (przegrał z Andreą Gaudenzim). Wynik ten powtórzył rok później (przegrał z Andrijem Medwediewem), dokładając także w 1991 roku zwycięstwa w juniorskim Wimbledonie (w finale z Michaelem Joyce'em) i US Open (w finale ze Stephenem Gleesonem). W tym samym roku rozpoczął karierę zawodową w gronie seniorów.
Pierwszy tytuł rangi ATP World Tour Enqvist zdobył jesienią 1992 roku w Bolzano, pokonując w finale Arnauda Boetscha. Latem 1993 roku, wygrywając turniej w Schenectady (w finale z Brettem Stevenem, pokonał również m.in. Ivana Lendla), a na wielkoszlemowym US Open dochodząc do IV rundy.
Przełomowy w karierze Enqvista okazał się rok 1995. Szwed dotarł do sześciu finałów turniejowych, z czego wygrał pięć. W tym samym roku awansował do czołowej dziesiątki rankingu, dzięki czemu debiutował w turnieju ATP World Tour World Championships (w meczach grupowych pokonał Thomasa Mustera, Michaela Changa i Jima Couriera, przegrał w półfinale z Borisem Beckerem). W kolejnym sezonie Szwed wygrał trzy turnieje (m.in. w paryskiej hali Bercy), a w turnieju ATP World Tour World Championships wziął udział dzięki wycofaniu się jednego z rywali (początkowo był rezerwowym). W latach 1997–1998 jego starty ograniczały kontuzje, mimo to wygrywał kolejne turnieje.
Sezon 1999 rozpoczął od zwycięstwa w turnieju w Adelaide (w finale z Lleytonem Hewittem), a w Australian Open, występując jako zawodnik nierozstawiony, dotarł do finału. W drodze do finału pokonał kolejno Jana-Michaela Gambilla, Byrona Blacka, Patricka Raftera, Marka Philippoussisa, w ćwierćfinale Marca Rosseta, a w półfinale Nicolása Lapenttiego. Dopiero w decydującym meczu uległ w czterech setach Jewgienijowi Kafielnikowowi. W dalszej części sezonu Enqvist jesienią wygrał halowe turnieje w Stuttgarcie (w finale z Richardem Krajickiem, pokonał m.in. ówczesnego lidera rankingu Andre Agassiego) i w Sztokholmie (w finale z Magnusem Gustafssonem). Wyniki te dały mu awans na najwyższą pozycję w rankingu w karierze, nr 4., a także kolejny raz prawo udziału w ATP World Tour World Championships; tym razem odpadł po meczach grupowych, po porażkach z Toddem Martinem i Jewgienijem Kafielnikowem oraz zwycięstwie nad Nicolasem Kieferem.
W 2000 roku był m.in. w finale turnieju w Indian Wells, gdzie przegrał z Àlexem Corretją. Wygrał również zawody w Cincinnati (w finale z Timem Henmanem) oraz halowy turniej w Bazylei, pokonując Rogera Federera. W turnieju Tennis Masters Cup w Lizbonie uczestniczył jako rezerwowy. Ostatni turniej w karierze wygrał w 2002 roku w Marsylii (w finale z Nicolasem Escudém).
Poza turniejem Australian Open 1999 osiągnął dwukrotnie ćwierćfinały imprez wielkoszlemowych – na Wimbledonie w 2001 roku i Australian Open w 1996 roku. Wygrał łącznie 19 turniejów zawodowych, w dalszych 7 osiągając finały. W deblu triumfował w jednym turnieju, w Marsylii w 1997 roku, partnerując Magnusowi Larssonowi.
Od 1995 roku reprezentował Szwecję w Pucharze Davisa. Był bohaterem Szwedów w finale tych rozgrywek w 1996 roku, kiedy pokonał zarówno Arnauda Boetscha, jak i Cédrica Pioline'a (po meczu zakończonym wynikiem 3:6, 6:7, 6:4, 6:4, 9:7), co ostatecznie nie wystarczyło jednak do końcowego sukcesu. W 1997 roku przyczynił się do kolejnego awansu Szwedów do finału Pucharu Davisa; w samym finale nie wystąpił, ale Szwedzi odnieśli wysokie zwycięstwo, dzięki czemu Enqvistowi przysługuje tytuł zdobywcy Pucharu. Łącznie Enqvist odniósł w występach reprezentacyjnych 15 zwycięstw i poniósł 11 porażek. Występował niemal wyłącznie w grze pojedynczej.
Enqvist reprezentował również Szwecję na igrzyskach olimpijskich w Atlancie w 1996 roku (przegrał w III rundzie z Leanderem Paesem) i Atenach w 2004 roku (przegrał w I rundzie z Carlosem Moyą).

### Finały w turniejach ATP World Tour
| Legenda                                      |
| -------------------------------------------- |
| Wielki Szlem                                 |
| Igrzyska olimpijskie                         |
| Tennis Masters Cup / ATP Finals              |
| ATP Masters Series / ATP Tour Masters 1000   |
| ATP International Series Gold / ATP Tour 500 |
| ATP International Series / ATP Tour 250      |

#### Gra pojedyncza (19–7)
| Końcowy wynik | Nr  | Data                 | Turniej                    | Nawierzchnia    | Przeciwnik            | Wynik finału               |
| ------------- | --- | -------------------- | -------------------------- | --------------- | --------------------- | -------------------------- |
| Zwycięzca     | 1.  | 18 października 1992 | Bolzano                    | Dywanowa (hala) | Arnaud Boetsch        | 6:2, 1:6, 7:6(7)           |
| Zwycięzca     | 2.  | 29 sierpnia 1993     | Schenectady                | Twarda          | Brett Steven          | 4:6, 6:3, 7:6(0)           |
| Zwycięzca     | 3.  | 15 stycznia 1995     | Auckland                   | Twarda          | Chuck Adams           | 6:2, 6:1                   |
| Zwycięzca     | 4.  | 26 lutego 1995       | Filadelfia                 | Dywanowa (hala) | Michael Chang         | 0:6, 6:4, 6:0              |
| Zwycięzca     | 5.  | 14 maja 1995         | Pinehurst                  | Ceglana         | Javier Frana          | 6:3, 3:6, 6:3              |
| Finalista     | 1.  | 6 sierpnia 1995      | Los Angeles                | Twarda          | Michael Stich         | 7:6(7), 6:7(4), 2:6        |
| Zwycięzca     | 6.  | 20 sierpnia 1995     | Indianapolis               | Twarda          | Bernd Karbacher       | 6:4, 6:3                   |
| Zwycięzca     | 7.  | 12 listopada 1995    | Sztokholm                  | Twarda (hala)   | Arnaud Boetsch        | 7:5, 6:4                   |
| Zwycięzca     | 8.  | 14 kwietnia 1996     | Nowe Delhi                 | Twarda          | Byron Black           | 6:2, 7:6(3)                |
| Zwycięzca     | 9.  | 3 listopada 1996     | Paryż                      | Twarda (hala)   | Jewgienij Kafielnikow | 6:2, 6:4, 7:5              |
| Zwycięzca     | 10. | 10 listopada 1996    | Sztokholm                  | Twarda (hala)   | Todd Martin           | 7:5, 6:4, 7:6(0)           |
| Zwycięzca     | 11. | 16 lutego 1997       | Marsylia                   | Twarda (hala)   | Marcelo Ríos          | 6:4, 1:0 krecz             |
| Finalista     | 2.  | 28 lipca 1997        | Los Angeles                | Twarda          | Jim Courier           | 4:6, 4:6                   |
| Zwycięzca     | 12. | 8 lutego 1998        | Marsylia                   | Twarda (hala)   | Jewgienij Kafielnikow | 6:4, 6:1                   |
| Finalista     | 3.  | 1 marca 1998         | Filadelfia                 | Twarda (hala)   | Pete Sampras          | 5:7, 6:7(3)                |
| Zwycięzca     | 13. | 3 maja 1998          | Monachium                  | Ceglana         | Andre Agassi          | 6:7(4), 7:6(6), 6:3        |
| Zwycięzca     | 14. | 11 stycznia 1999     | Adelaide                   | Twarda          | Lleyton Hewitt        | 4:6, 6:1, 6:2              |
| Finalista     | 4.  | 31 stycznia 1999     | Australian Open, Melbourne | Twarda          | Jewgienij Kafielnikow | 6:4, 0:6, 3:6, 6:7(1)      |
| Zwycięzca     | 15. | 31 października 1999 | Stuttgart                  | Twarda (hala)   | Richard Krajicek      | 6:1, 6:4, 5:7, 7:5         |
| Zwycięzca     | 16. | 14 listopada 1999    | Sztokholm                  | Twarda (hala)   | Magnus Gustafsson     | 6:3, 6:4, 6:2              |
| Finalista     | 5.  | 10 stycznia 2000     | Adelaide                   | Twarda          | Lleyton Hewitt        | 6:3, 3:6, 2:6              |
| Finalista     | 6.  | 19 marca 2000        | Indian Wells               | Twarda          | Àlex Corretja         | 4:6, 4:6, 3:6              |
| Zwycięzca     | 17. | 13 sierpnia 2000     | Cincinnati                 | Twarda          | Tim Henman            | 7:6(5), 6:4                |
| Finalista     | 7.  | 27 sierpnia 2000     | Long Island                | Twarda          | Magnus Norman         | 3:6, 7:5, 5:7              |
| Zwycięzca     | 18. | 29 października 2000 | Bazylea                    | Dywanowa (hala) | Roger Federer         | 6:2, 4:6, 7:6(4), 1:6, 6:1 |
| Zwycięzca     | 19. | 17 lutego 2002       | Marsylia                   | Twarda (hala)   | Nicolas Escudé        | 6:7(4), 6:3, 6:1           |

#### Gra podwójna (1–0)
| Końcowy wynik | Nr | Data           | Turniej  | Nawierzchnia  | Partner        | Przeciwnicy                      | Wynik finału |
| ------------- | -- | -------------- | -------- | ------------- | -------------- | -------------------------------- | ------------ |
| Zwycięzca     | 1. | 16 lutego 1997 | Marsylia | Twarda (hala) | Magnus Larsson | Fabrice Santoro Olivier Delaître | 6:3, 6:4     |